# 凯德夫
凯德夫是波兰家乡军在第二次世界大战期间组建的專門针对纳粹德国占领当局和通敌者發起斬首行動的小组。凯德夫成立于1943年1月22日，其前身是两个波兰家乡军下屬组织。